# Сухари (Куявсько-Поморське воєводство)
Сухари (пол. Suchary) — село в Польщі, у гміні Накло-над-Нотецем Накельського повіту Куявсько-Поморського воєводства.
Населення — 326 осіб (2011).
У 1975-1998 роках село належало до Бидгощського воєводства.

## Демографія
Демографічна структура станом на 31 березня 2011 року:
|          | Загалом | Допрацездатний вік | Працездатний вік | Постпрацездатний вік |
| -------- | ------- | ------------------ | ---------------- | -------------------- |
| Чоловіки | 165     | 37                 | 121              | 7                    |
| Жінки    | 161     | 37                 | 99               | 25                   |
| Разом    | 326     | 74                 | 220              | 32                   |